# Князев, Николай Ильич
Николай Ильич Князев (1882—?) — российский государственный деятель, последний Акмолинский вице-губернатор.

## Биография
Родился в 1882 году в Царстве Польском, в городе Скверницы. В 1903 году окончил  Императорское училище правоведения и выпущен был в X классе.

На 1909 год помощник делопроизводителя Канцелярии Варшавского генерал-губернатора в чине титулярного советника. На 1913 год председатель Опатовской уездной  Комиссии по крестьянским делам Радомской губернии в чине коллежского асессора. В 1914 году был членом Радомского губернского Присутствия по крестьянским делам и комиссаром Опатовского уезда в чине  надворного советника. 
С 1915 год по 1917 годы был председателем областного правления и последним Акмолинским вице-губернатором. Упоминается среди репрессированных и позже реабилитированных по Ивановской области.